# PUK

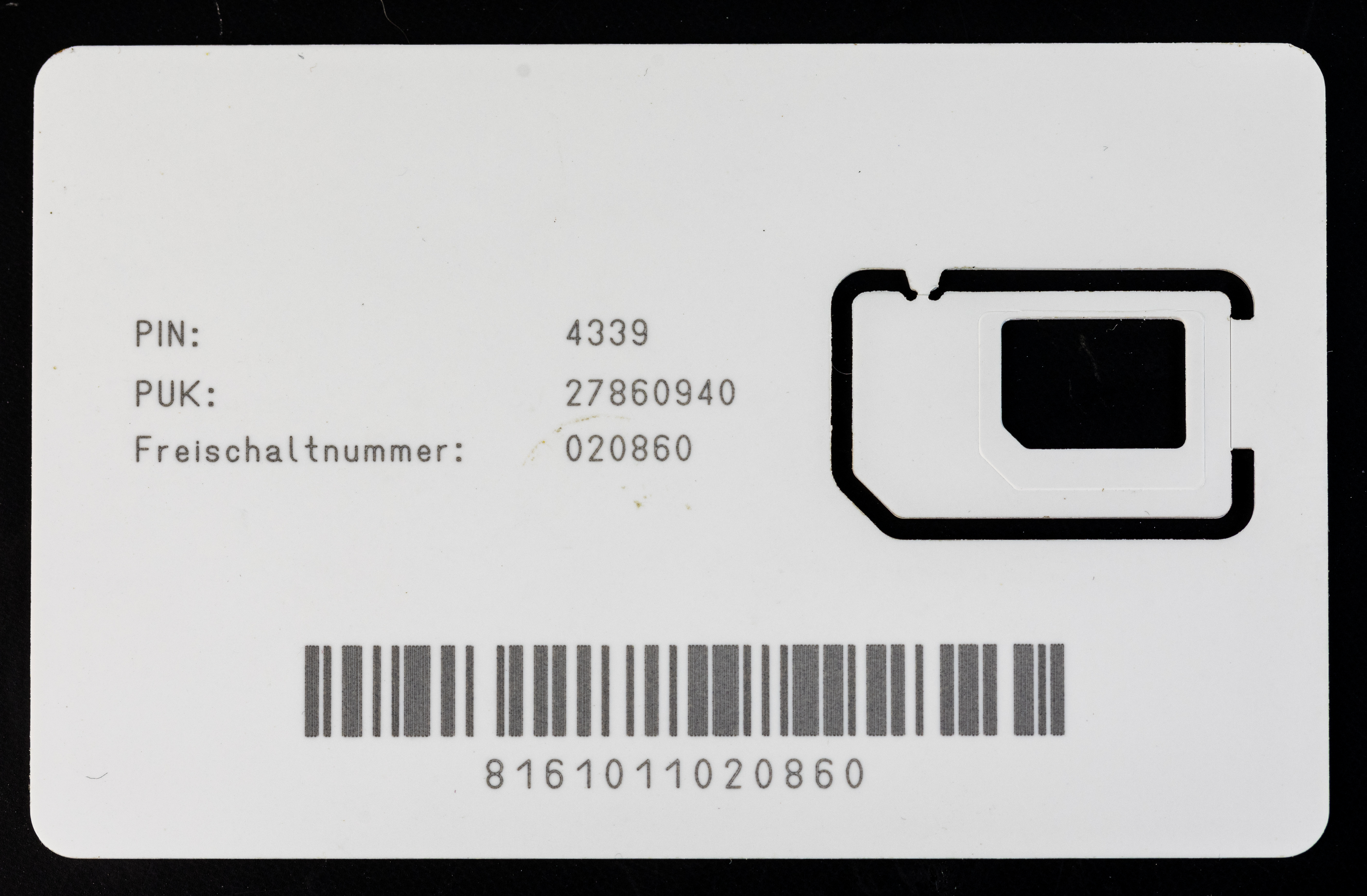
Imagem ilustrativa

PUK, abreviatura de PIN Unlock Key é uma combinação numérica, composta por 8 algarismos, presente na maioria dos cartões de comunicação móvel, nomeadamente de telemóveis. A sua função é a de desbloquear um cartão, se um PIN errado for introduzido mais de 3 vezes. O PUK é uma maneira de o titular do cartão móvel o poder recuperar facilmente, em caso de bloqueio acidental.
O PUK pode ser errado até 9 vezes. Caso seja errado mais, o cartão bloqueia em definitivo, não havendo mais hipotese deste ser recuperado; a não ser por operadoras móveis, autoridades policiais ou jurídicas se, o cartão tiver obrigatóriamente de ser acedido. Trata-se de uma medida de segurança caso, por exemplo, o cartão for roubado, a quém roubou ser mais difícil o acesso ao mesmo. Porém, após o PUK desbloquear um cartão, o então PIN tem que ser obrigatoriamente alterado.
Em Portugal, todos os telefones móveis possuem este tipo de código.